# Ołeksij Torochtij
Ołeksij Pawłowycz Torochtij (ukr. Олексій Павлович Торохтій; ur. 22 maja 1986 w Zuhres) – ukraiński sztangista.
Startował w kategorii wagowej do 105 kg. W 2012 roku zwyciężył na igrzyskach olimpijskich w Londynie w wadze do 105 kg. W 2019 roku Torochtij został zdyskwalifikowany, a jego wynik anulowany po wykryciu w jego organizmie dopingu. Brał też udział w igrzyskach olimpijskich w Pekinie w 2008 roku, gdzie zajął dziesiąte miejsce.
W 2009 roku wywalczył brązowy medal na mistrzostwach świata w Goyang. Wynik ten powtórzył podczas rozgrywanych dwa lata później mistrzostw świata w Paryżu.

## Osiągnięcia
| Rok  | Zawody               | Miasto | Miejsce | Kategoria | Wynik  |
| ---- | -------------------- | ------ | ------- | --------- | ------ |
| 2012 | Igrzyska Olimpijskie | Londyn | DSQ'    | do 105 kg | 412 kg |
| 2011 | Mistrzostwa świata   | Paryż  | 3       | do 105 kg | 410 kg |